# Nieuw-Othenepolder
De Nieuw-Othenepolder is een polder ten oosten van Terneuzen, behorende tot de Zaamslagpolders, in de Nederlandse provincie Zeeland. 
Nadat de Otheense Kreek in 1650 was afgedamd, groeide een schor aan tussen de Serlippenspolder en de Margarethapolder. Einde 1846 werd vergunning verleend voor de inpoldering daarvan. Dit viel samen met de aanleg van een uitwateringskanaal, waar de Otheense Kreek onderdeel van uitmaakte. In 1848 kwam de polder, van 54 ha, gereed.
In deze polder lag de buurtschap Othene. In 1997 begon men met de bouw van de Terneuzense wijk Othenepolder, die Othene heeft opgeslokt.